# Villabrázaro
Villabrázaro és un municipi de la província de Zamora a la comunitat autònoma de Castella i Lleó.
Està situat a la Via de la Planta, històric camí medieval i romà. Actualment està en una cruïlla d'autovies. Va tenir un passat agrícola que ha passat a ser més industrial. Hi ha moltes pastures, sobretot de blat de moro i cereals de secà, així com alzines.

## Demografia
| 1991 | 1996 | 2001 | 2004 |
| ---- | ---- | ---- | ---- |
| 468  | 430  | 352  | 352  |

## Administració
| Període      | Nom de l'alcalde/-essa     | Partit polític | Data de possessió |
| ------------ | -------------------------- | -------------- | ----------------- |
| 1979 - 1983  |                            |                | 19/04/1979        |
| 1983 - 1987  |                            |                | 28/05/1983        |
| 1987 - 1991  |                            |                | 30/06/1987        |
| 1991 - 1995  |                            |                | 15/06/1991        |
| 1995 - 1999  |                            |                | 17/06/1995        |
| 1999 - 2003  |                            |                | 03/07/1999        |
| 2003 - 2007  | Bernardo Ramírez Esteban   | PREPAL         | 14/06/2003        |
| 2007 - 2011  | Feliciano Forras Fernández | PP             | 16/06/2007        |
| 2011 - 2015  | n/d                        | n/d            | 11/06/2011        |
| 2015 - 2019  | n/d                        | n/d            | 13/06/2015        |
| 2019 - 2023  | n/d                        | n/d            | 15/06/2019        |
| Des del 2023 | n/d                        | n/d            | 17/06/2023        |

## Festes locals
Beneït Crist (31 de maig).
La Magdalena, festa que finalment s'ha traslladat a l'agost 
Festa del Convent (segon diumenge de maig).
Patró de Sant Romà de la Vall (18 de novembre).

## Hidrografia
- Riu Órbigo: Recorre les províncies de Zamora i Lleó, neix de la unió del riu Lluna (procedent de la serra dels Grajos) i el riu Omaña (procedent de les muntanyes de Lleó, al municipi de Flames de la Ribera). Discorre de nord a sud per la província de Lleó i cedeix les seves aigües al riu Esla a Bretocino. Té una longitud de 162 km i drena una conca de 4.995 km².

- Arroyo Ahogaborricos: El rierol neix al nord de la província de Lleó a partir de dos rierols (el Gran i el Valcabado) que s'uneixen, no lluny de Sant Adrià de la Vall, i formen el Reguero o Ahogaborricos.